# إعزيزاتن (إمحياثن)
إعزيزاتن هو دُوَّار يقع بجماعة إيعزانن، إقليم الناظور، جهة الشرق في المملكة المغربية. ينتمي الدوّار لمشيخة إمحياثن التي تضم 8 دواوير. يقدر عدد سكانه بـ 559 نسمة حسب الإحصاء الرسمي للسكان والسكنى لسنة 2004.

## روابط خارجية
- البوابة الوطنية للجماعات الترابية
- المندوبية السامية للتخطيط